# Sibylle Wagner
Sibylle Wagner, verheiratete Wagner-Quinte, (* 1952 in Stuttgart) ist eine deutsche Malerin, Performance- und Installations-Künstlerin.

## Leben
Sibylle Wagner studierte Kunst und Deutsche Literatur in Stuttgart und Karlsruhe. 1981 ließ sie sich als freischaffende Künstlerin in Karlsruhe nieder. Im selben Jahr gründete sie die 1. Karlsruher Produzentengalerie, die sie bis 1987 begleitete. Von 1984 bis 1986 arbeitete sie in einer Ateliergemeinschaft in Ettlingen, die sie mitbegründet hatte. Indes machte sie die Bekanntschaft mit dem Maler Lothar Quinte, den sie 1987 heiratete. 1990 wurde die gemeinsame Tochter Norina geboren.
Von 1985 bis 1994 arbeitete Wagner jährlich gemeinsam mit Quinte für drei Monate in Indien. Ab 1987 legte das Paar seine Ateliers im Elsässischen Wintzenbach zusammen. Auch nach dem Tod von Lothar Quinte im Jahr 2000 blieb das Atelier in Wintzenbach bestehen. Ein zweites Atelier eröffnete sie 2003 in Berlin-Mitte.

## Werk
Sibylle Wagner hat mit Video- und Performance-Kunst gearbeitet. Ihre meist nicht-figurativen Malereien auf Papier oder Holz, die sie mit Plexiglas und feinen Schichten von Acryl überarbeitet, erzeugen durch ihre Transparenz ein „Gefühl von Räumen von fast unendlicher Tiefe.“
2000 gestaltete Sibylle Wagner zusammen mit Lothar Quinte drei Kirchenfenster in der sanierten Kapelle von Champenay im Elsass. Die künstlerisch gestalteten Buntglasfenster, die als Darstellung der Dreifaltigkeit gelesen werden können, waren das erste Werk der Straße der zeitgenössischen Kunst zwischen Frankreich und Italien, das in einer Kultstätte realisiert wurde.
2014 nahm Sibylle Wagner an der Ausstellung Hauptsache Grau #04 Konstruiertes Grau im Mies van der Rohe Haus in Berlin teil. Ihre Arbeit mit dem Titel Rikyugrau widmete sie dem Grau des japanischen Teemeisters Sen no Rikyu (1522–1591). Es ist eine Installation aus einem auf die Wand gemalten grauen Kreis und einer beweglich davor aufgehängten optischen Linse. „Mit ihrem östlichen und auf die Zen-Kultur gerichteten Blick bildet die Arbeit Rikyugrau von Sibylle Wagner einen Eckpunkt der Ausstellung. Das Rikyugrau hat seit 500 Jahren einen festen Platz in der japanischen Kultur und wird noch heute in Liedern besungen.“ (Wita Noack)

## Ausstellungen, Installationen, Performances (Auswahl)
- 1990: Galerie am Stadtmuseum Düsseldorf
- 1997: Städtische Galerie Fruchthalle Rastatt, zusammen mit Lothar Quinte[9]
- 1999: Badischer Kunstverein, Karlsruhe
- 2000: Einstein-Kulturzentrum, München
- 2000: „zwielicht“, Videoinstallation, Museum Schloss Ettlingen
- 2002: „c’est si simple“, Licht-Performance und Video, CEAAC (Centre Européene d’Action d’Art Contemporaine), Straßburg
- 2000: Trois Vitraux (Drei Kirchenfenster) in der Kapelle von Champenay, zusammen mit Lothar Quinte
- 2007: Von der Zeichnung zur Installation: Hanna Nagel und die Hanna-Nagel-Preisträgerinnen, Städtische Galerie Karlsruhe[10]
- 2007: Lichtbilder, Lichtobjekte (Einzelausstellung), Kunstverein Kunsthaus Potsdam[11]
- 2010: zwei für eins, Altarbild für die St.-Matthäus-Kirche (Berlin-Tiergarten)[12]
- 2014: HAUPTSACHE GRAU #04 Konstruiertes Grau, Mies van der Rohe Haus, Berlin[13]

## Auszeichnungen
- 1999: Hanna-Nagel-Preis[14]
- 2002: Publikumspreis der Museumsgesellschaft Ettlingen
- 2008: Kunstpreis der EnBW Energie Baden-Württemberg[3]